# Gäddtjärnen (Gustav Adolfs socken, Värmland, 667032-139893)
Gäddtjärnen är en sjö i Hagfors kommun i Värmland och ingår i Göta älvs huvudavrinningsområde.